# Rymosia latiloba
Rymosia latiloba är en tvåvingeart som först beskrevs av Ostroverkhova 1974.  Rymosia latiloba ingår i släktet Rymosia och familjen svampmyggor. Inga underarter finns listade i Catalogue of Life.